# Moisés Wasserman
Moisés Wasserman Lerner (Bogotá, 20 de octubre de 1946) es un bioquímico colombiano. Fue rector de la Universidad Nacional de Colombia en el período 2006-2009, y reelegido para el período 2009-2012.

## Trayectoria
Estudió Química en la Universidad Nacional de Colombia graduándose en 1969, tras lo cual viaja a Israel a realizar un doctorado en Bioquímica en la Universidad Hebrea de Jerusalén, obteniendo el título  1978. Luego de un postdoctorado en la Universidad Estatal de Nueva York regresa  a Colombia vinculándose como profesor de la Universidad Nacional e investigador del Instituto Nacional de Salud (INS). Entre 1995 y 1998 dirigió el INS, fue Decano de la Facultad de Ciencias de la Universidad Nacional de Colombia entre 2004 y 2006, cuando es elegido Rector General de la universidad.
Entre sus logros científicos están nueve proyectos internacionales y 13 nacionales. Ha publicado alrededor de 80 artículos científicos, y más de 25 de difusión científica, ha sido ponente en 39 congresos. Igualmente desempeñó cargos de carácter administrativo, dirigió durante tres años el Instituto Nacional de Salud, que fue calificado por el Departamento Nacional de Planeación como una de las entidades mejor administradas del país, durante su gestión.
En su vida académica sobresalen también la dirección de aproximadamente 80 trabajos de grado y tesis de maestría y doctorado.
Su investigación científica se ha concentrado en parásitos generadores de enfermedades tropicales como el Plasmodium falciparum, que origina la malaria y el Giardia lamblia, causante de problemas intestinales y desnutrición. En 1984, recibió el Premio Nacional de Ciencias Alejandro Ángel Escobar y en 1996 obtuvo el Premio Nacional al Mérito Científico en la categoría de Investigador de Excelencia. Desde 2002 es el presidente de la Academia Colombiana de Ciencias Exactas Físicas y Naturales.

## Rector de la Universidad Nacional
Entre sus logros como rector de la Universidad Nacional de Colombia en dos períodos, esta el aumento de la presencia simbólica de la Universidad Nacional en todo el territorio colombiano, la ampliación de programas de pregrado y  apertura de posgrados, la flexibilización de los programas de estudio,  los avances en bienestar estudiantil y profesoral, y la modernización institucional. Es de destacar el incremento en cerca de un 23 por ciento anual de programas de posgrado y el afianzamiento del patrimonio artístico y cultural. Así mismo, resaltó y estimuló los diferentes convenios internacionales y nacionales, muy significativos en el crecimiento académico, la consolidación de la calidad en la educación, y en el aporte a la comunidad.
Además, Wasserman ha buscado aumentar la competitividad internacional y promover un avance de los contenidos curriculares de la Universidad. Junto con otros rectores de universidades públicas colombianas, Wasserman ha defendido y hecho pública la necesidad de aumentar los recursos destinados a la educación pública provenientes del gobierno colombiano. Punto que también es motivo de preocupación para la comunidad estudiantil de la Universidad Nacional. A pesar de un objetivo común entre estudiantes y directivos, el establecer un diálogo con la comunidad estudiantil no fue fácil para Wasserman.

## Columnista de El Tiempo
Como columnista ha abordado muchos temas científicos, políticos, literarios, artísticos y filosóficos de gran importancia. Se destaca su reflexión independiente, con muy buenos argumentos, fuentes y soportes. Pueden verse sus artículos en El Tiempo.com. Son especialmente interesantes por la pertinencia de los temas, la vigencia, y los múltiples enfoques y fuentes que los consolidan. Como ejemplos mencionaremos: El 'pueblo'y la 'opinión pública' (17 de agosto de 2013); "El pensamiento crítico" ( 9 de junio de 2023), "Ciencia básica e innovaciones disruptivas" (21 de julio de 2023); "Una autonomía bizarra" ( 26 de diciembre de 2024); "Racionalidad y racionalización" (13 de febrero de 2025); "Acertar o convencer: el dilema" (9 de mayo de 2025) ; "Pensamiento grupal vs. pensamiento crítico" (30 de mayo de 2025); "Y de la imaginación artificial qué?" (6 de junio de 2025); y "¿Hay verdades políticas?" ( 19 de junio de 2025). En estos artículos de periódico se destaca su auténtico carácter de educador y la preocupación constante por la formación lógica y de calidad de  estudiantes y estudiosos .